# Peter Arundell
Pour les articles homonymes, voir Arundell.
Peter Arundell est un pilote automobile britannique, né le 8 novembre 1933 à Ilford (Angleterre) et mort le 16 juin 2009 à North Norfolk.

## Biographie
Révélé par sa domination écrasante dans le championnat britannique de Formule Junior en 1962 et 1963 au sein du Team Lotus, il est choisi, en 1964, par Colin Chapman pour remplacer le décevant Trevor Taylor aux côtés de Jim Clark en Formule 1. 

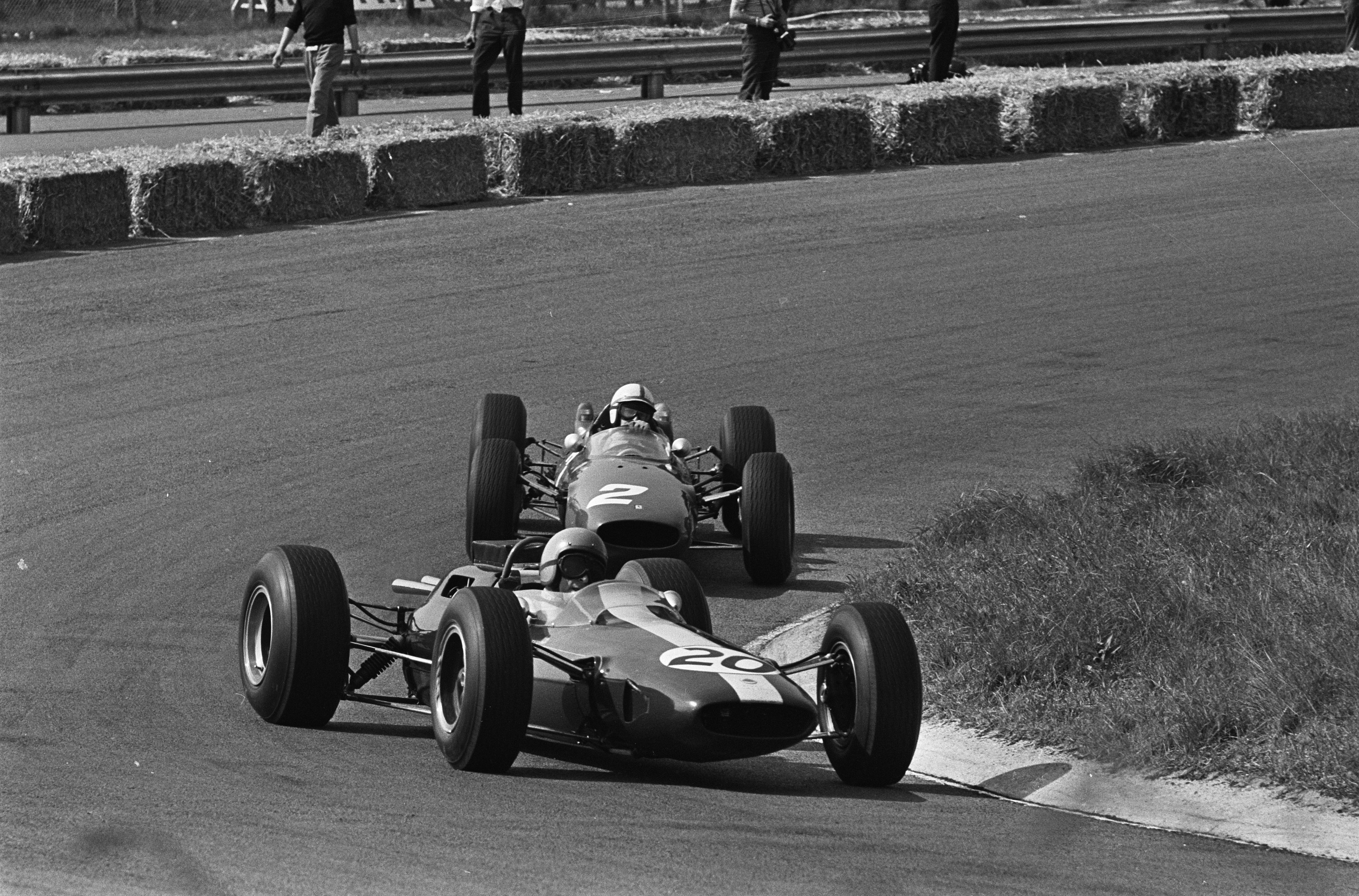
Arundell devant John Surtees lors du Grand Prix automobile des Pays-Bas 1964.

Dès ses premières courses, Arundell fait impression en terminant sur le podium à Monaco puis à Zandvoort. Une quatrième place au Grand Prix de France confirme son talent et sa solidité mais, peu après, il est grièvement blessé dans une course de Formule 2 à Reims. 
Après une convalescence qui l'éloigne des circuits pendant plus d'un an, Arundell retrouve sa place en Formule 1 chez Lotus pour la saison 1966 mais il ne retrouve pas son niveau de performance de 1964 et quitte la Formule 1 en fin d'année, puis le sport automobile en 1969.

## Résultats en championnat du monde de Formule 1
| Saison | Écurie     | Châssis | Moteur                   | Pneus     | GP disputés | Points inscrits | Classement |
| ------ | ---------- | ------- | ------------------------ | --------- | ----------- | --------------- | ---------- |
| 1964   | Team Lotus | 25      | Climax V8                | Dunlop    | 4           | 11              | 8e         |
| 1966   | Team Lotus | 43 33   | BRM H16 BRM V8 Climax V8 | Firestone | 7           | 1               | 17e        |